# NIN (časopis)
NIN (v srbské cyrilici НИН, zkratka z nedeljne informativne novine/недељне информативне новине – nedělní informativní noviny) je srbský týdeník se zpravodajským a analytickým zaměřením. Jeho první číslo vyšlo 26. ledna 1935 a dodnes je tištěn v cyrilici. Každý rok v lednu uděluje navíc zvláštní komise časopisu literární cenu (dříve celojugoslávskou, dnes pouze srbskou), kterou získala již celá řada v zemi úspěšných spisovatelů.